# Filippo II (metropolita di Mosca)
Filippo II di Mosca al secolo Fëdor Stepanovič Kolyčëv (in russo Фёдор Степанович Колычëв?; Mosca, 11 febbraio 1507 – Mosca, 23 dicembre 1569) è stato un religioso russo.

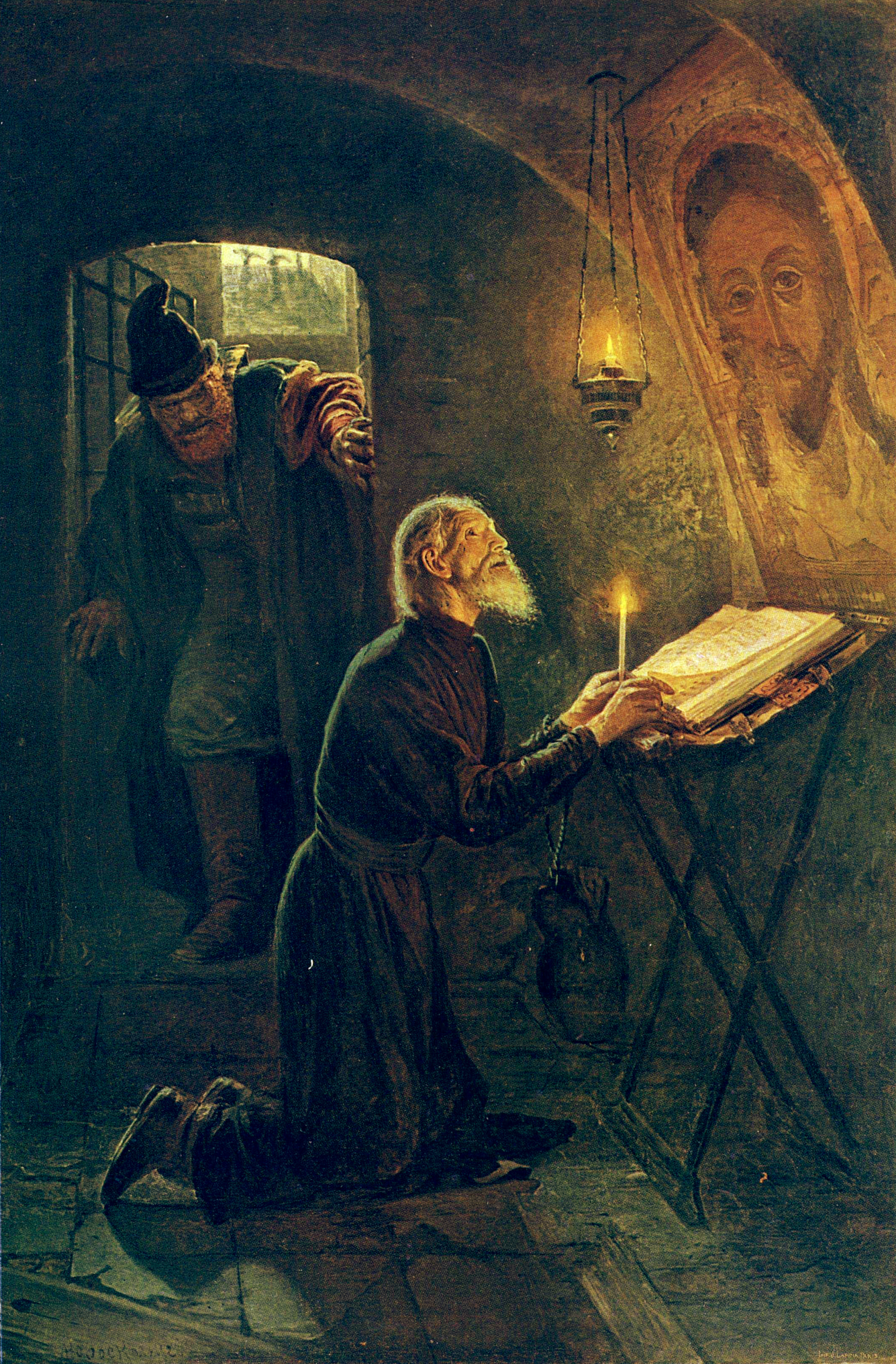
Gli ultimi momenti del metropolita Filippo, dipinto di Aleksandr Nikanorovič Novoskol'cev

Fu metropolita di Mosca e di tutta la Russia dal 1566 al 1568. Ucciso per ordine dello zar Ivan il Terribile, è venerato come santo martire solo dalla Chiesa ortodossa russa che lo ricorda il 22 gennaio, il 16 luglio (traslazione delle sue reliquie) e il 5 ottobre (come uno dei "cinque gerarchi della chiesa russa") del calendario giuliano.

## Biografia
Nato in una delle famiglie di boiardi più influenti della Moscovia nella città di Galič (oggi nell'Oblast' di Kostroma), venne educato dal padre, Stepan Ivanovič, per un futuro impiego governativo, mentre la madre Barbara, che alla morte del marito entrò in convento con il nome di Barsanufia, lo educò ai precetti religiosi ortodossi. Il gran principe Basilio III di Russia lo introdusse già in giovane età a corte, dove Fëdor fece la conoscenza con il di lui figlio, il futuro Ivan IV di Russia, di cui divenne amico d'infanzia. Nonostante quest'ultimo cercasse di convincerlo a restare a Mosca promettendogli impieghi in ambito governativo, Fëdor preferì dedicarsi alla vita ascetica, rifugiandosi nel monastero di Solov dove prese i voti con il nome di Filippo. Secondo altre versioni, non citate dalle agiografie ma ritenute più che plausibili dalla storiografia moderna, fu costretto a fuggire da Mosca dopo il fallimento della cospirazione attuata contro Elena Glinskaja dal principe Andrej di Starica, cui Fëdor avrebbe contribuito.
Dopo aver vissuto come un semplice monaco per oltre undici anni, tagliando legna e lavorando al mulino, nel 1546 fu nominato egumeno del monastero dal vescovo di Novgorod. Durante la sua carica pose in essere numerose ricerche in campo archeologico per rinvenire i luoghi ove erano soliti pregare i due fondatori del monastero, Sabbatio e Zosimo. Costruì inoltre due cattedrali (la chiesa dell'Ascensione della Madre di Dio nel 1557 e la chiesa della Trasfigurazione del Signore pochi anni più tardi), un muro di cinta di mattoni, alcuni mulini ad acqua, magazzini e un insieme di canali che connetteva i 72 laghi presenti nei pressi del monastero. Molte delle realizzazioni di Filippo sono giunte fino ai giorni nostri. Ogni qualvolta ne sentisse il bisogno il santo soleva ritirarsi in una landa desolata nei pressi del complesso monasteriale per pregare e meditare, tale luogo è ancor oggi conosciuto con il nome di "landa di Filippo".
Giunte fino a Mosca le notizie sulle attività di Filippo, lo zar Ivan IV gli chiese di ricoprire il posto Metropolita di Mosca, vacante dopo le dimissioni di Atanasio. Filippo decise di accettare a condizione che Ivan abolisse il corpo militare degli opričniki, guerrieri-monaci al servizio privato di Ivan, accusati dal santo di ogni nefandezza nei confronti dell'intera popolazione. In cambio promise di non interferire negli "affari domestici" dello zar (la sua inclinazione per la sodomia e le sue note depravazioni sessuali). Il 25 giugno 1566 Filippo fu nominato metropolita di Mosca e di tutta la Russia.
Dopo una piccola pausa, la milizia degli opričniki tornò a porre in essere i consueti massacri a danni della popolazione e dei boiardi, di cui anche Filippo aveva fatto parte. Disgustato da tale stato di cose il Metropolita si oppose recisamente alla condotta politica del sovrano e, quando tentò di intercedere presso Ivan in favore di nobili condannati a morte per tradimento, fu fatto arrestare dallo zar mentre celebrava messa nella Cattedrale dell'Assunzione e rinchiuso nel monastero di Otroch a Tver'. Nel novembre del 1568 Ivan convocò il Santo Sinodo che depose Filippo. Un anno più tardi fu strangolato da uno dei capi degli opričniki Maljuta Skuratov. L'agiografia del santo riferisce che, intuendo che la sua fine sarebbe stata prossima, Filippo avesse chiesto di ricevere la comunione tre giorni prima del suo assassinio.